# Kumla och Askers kontrakt
Kumla och Askers kontrakt var ett kontrakt inom Svenska kyrkan i Strängnäs stift. Kontraktet omfattade nedanstående församlingar, belägna i Örebro län. Kontraktet utökades och namnändrades till Södra Närkes kontrakt 1 januari 2018. 
Kontraktskoden var 0411.

## Administrativ historik
Kontraktet bildades den 1 januari 2000 av
hela Askers kontrakt. som i sin tur bildats 1 maj 1883 som en utbrytning ur Örebro kontrakt, med
- Askers församling
- Lännäs församling
- Sköllersta församling
- Bo församling som 2006 uppgick i Bo-Svennevads församling som 2010 uppgick i Sköllersta församling
- Svennevads församling som 2006 uppgick i Bo-Svennevads församling som 2010 uppgick i Sköllersta församling
- Stora Mellösa församling som 2014 uppgick i Kvismare församling
- Gällersta församling som 2006 uppgick i Gällersta-Norrbyås församling som 2014 uppgick i Kvismare församling
- Norrbyås församling som 2006 uppgick i Gällersta-Norrbyås församling som 2014 uppgick i Kvismare församling
- Ekeby församling som omkring 1991 överfördes till Kumla kontrakt

hela Kumla kontrakt med
- Askersunds stadsförsamling som 1965 uppgick i Askersunds församling
- Askersunds landsförsamling som 1965 uppgick i Askersunds församling
- Hallsbergs församling
- Hammars församling
- Kumla församling
- Hardemo församling som 1962 tillförts från Edsbergs kontrakt
- Lerbäcks församling
- Snavlunda församling
- Ekeby församling som omkring 1991 tillfördes från Askers kontrakt